# Had Sahary (distrito)
Had Sahary é um distrito localizado na província de Djelfa, Argélia, e cuja capital é a cidade de mesmo nome, Had Sahary.[carece de fontes?]